# Bomas of Kenya
Bomas of Kenya est un centre culturel situé à Nairobi. Il est géré par l'organisme semi-public « Société pour le développement du tourisme au Kenya » (Kenya Tourist Development Corporation) sous la tutelle du ministère du Tourisme.

## Étymologie
Boma (bomas au pluriel) est un néologisme d'emprunt lexical de la langue anglaise qui signifie « village » ou « domaine » et qui provient du mot swahili boma (maboma au pluriel). En swahili, ce mot peut avoir deux significations : « enclos pour le bétail » ou « fortin ».

## Histoire
En 1971, le gouvernement kényan crée à Langata (en), face à l'entrée du parc national de Nairobi, le Bomas of Kenya sur un domaine de 34,5 ha. Le but est de soutenir la promotion du tourisme et les multiples traditions tribales. Celui-ci comporte, entre autres le plus grand théâtre d'Afrique avec une capacité de 3 500 places.
C'est ici qu'est rédigé, entre 2003 et 2005, un texte portant révision de la Constitution. Ce texte, connu sous le nom de Bomas Draft, limite, entre autres, les pouvoirs du président de la République et crée un poste de Premier ministre.
Lors de l'élection générale du 4 mars 2013, la commission électorale indépendante (Independent Electoral and Boundaries Commission) installe son quartier général dans le grand théâtre aux fins de comptabiliser et de proclamer tous les résultats.

## Activités
Outre l'exposition permanente présentant la reproduction grandeur nature des habitations de douze tribus différentes, le domaine possède un parc récréatif pour les enfants, des terrains de sports, une salle de sport de 2 000 places, un centre de conférence de 300 places, un restaurant, une aire de pique-nique, un terrain de camping et un parc de stationnement sécurisé pour 3 000 automobiles.
L'attraction principale est constituée par des représentations de danses traditionnelles exécutées par une troupe de cinquante danseurs et musiciens. Ces représentations, quotidiennes, ont lieu dans un théâtre d'une capacité de 3 500 places.